# Élections législatives de 1967 en Haute-Savoie
Les élections législatives françaises de 1967 se déroulent les 5 et 12 mars 1967.  Dans le département de la Haute-Savoie, trois députés sont à élire dans le cadre de trois circonscriptions.

## Élus
| Circonscription | Député sortant                            | Parti | Parti | Député élu ou réélu | Parti | Parti |
| --------------- | ----------------------------------------- | ----- | ----- | ------------------- | ----- | ----- |
| 1re             | Charles Bosson                            |       | MRP   | Charles Bosson      |       | CD    |
| 2e              | Georges Pianta                            |       | RI    | Georges Pianta      |       | RI    |
| 3e              | Roch Meynier suppléant de Joseph Philippe |       | MRP   | Maurice Herzog      |       | UD-Ve |

## Résultats

### Résultats à l'échelle du département
| Parti          | Parti                                           | Premier tour | Premier tour | Second tour | Second tour | Sièges |
| Parti          | Parti                                           | Voix         | %            | Voix        | %           | Sièges |
| -------------- | ----------------------------------------------- | ------------ | ------------ | ----------- | ----------- | ------ |
|                | Républicains indépendants                       | 41 104       | 26,49        | 23 876      | 20,06       | 1      |
|                | Union des démocrates pour la Ve République      | 18 770       | 12,10        | 25 627      | 21,53       | 1      |
|                | Modérés                                         | 2 090        | 1,35         |             |             | 0      |
|                | Union des républicains de progrès               | 61 964       | 39,94        | 49 503      | 41,59       | 2      |
|                |                                                 |              |              |             |             |        |
|                | Section française de l'Internationale ouvrière  | 16 193       | 10,44        | 23 039      | 19,36       | 0      |
|                | Convention des institutions républicaines       | 5 183        | 3,34         |             |             | 0      |
|                | Fédération de la gauche démocrate et socialiste | 21 376       | 13,78        | 23 039      | 19,36       | 0      |
|                |                                                 |              |              |             |             |        |
|                | Progrès et démocratie moderne                   | 43 771       | 28,21        | 33 303      | 27,98       | 1      |
|                | Parti communiste français                       | 22 895       | 14,76        | 13 188      | 11,08       | 0      |
|                | Parti socialiste unifié                         | 5 145        | 3,32         |             |             | 0      |
|                |                                                 |              |              |             |             |        |
| Inscrits       | Inscrits                                        | 203 150      | 100,00       | 155 474     | 100,00      | 3      |
| Abstentions    | Abstentions                                     | 45 308       | 22,3         | 34 895      | 22,44       |        |
| Votants        | Votants                                         | 157 842      | 77,7         | 120 579     | 77,56       |        |
| Blancs et nuls | Blancs et nuls                                  | 2 691        | 1,7          | 1 546       | 1,28        |        |
| Exprimés       | Exprimés                                        | 155 151      | 98,3         | 119 033     | 98,72       |        |

### Résultats par circonscription

#### Première circonscription (Annecy)
| Candidat       | Candidat                     | Parti          | Premier tour | Premier tour | Second tour | Second tour |  |
| Candidat       | Candidat                     | Parti          | Voix         | %            | Voix        | %           |  |
| -------------- | ---------------------------- | -------------- | ------------ | ------------ | ----------- | ----------- |  |
|                | Charles Bosson sortant réélu | CD (PDM)       | 25 766       | 40,28        | 26 568      | 41,75       |  |
|                | Jean Brocard                 | RI             | 19 895       | 31,1         | 23 876      | 37,52       |  |
|                | Émile Valla                  | PCF            | 9 007        | 14,08        | 13 188      | 20,73       |  |
|                | Pierre Manneville            | PSU            | 5 145        | 8,04         |             |             |  |
|                | Pierre Voiron                | FGDS (SFIO)    | 4 151        | 6,49         |             |             |  |
|                |                              |                |              |              |             |             |  |
| Inscrits       | Inscrits                     | Inscrits       | 85 116       | 100,00       | 85 113      | 100,00      |  |
| Abstentions    | Abstentions                  | Abstentions    | 19 835       | 23,3         | 20 520      | 24,11       |  |
| Votants        | Votants                      | Votants        | 65 281       | 76,7         | 64 593      | 75,89       |  |
| Blancs et nuls | Blancs et nuls               | Blancs et nuls | 1 317        | 2,02         | 961         | 1,49        |  |
| Exprimés       | Exprimés                     | Exprimés       | 63 964       | 97,98        | 63 632      | 98,51       |  |

#### Deuxième circonscription (Thonon-les-Bains)
|                | Georges Pianta sortant réélu | RI             | 21 209 | 55,65  |  |  |  |
|                | Raymond Bouvier              | CD (PDM)       | 6 015  | 15,78  |  |  |  |
|                | Bernard Néplaz               | PCF            | 5 704  | 14,97  |  |  |  |
|                | André Wormser                | FGDS (CIR)     | 5 183  | 13,6   |  |  |  |
|                |                              |                |        |        |  |  |  |
| Inscrits       | Inscrits                     | Inscrits       | 47 674 | 100,00 |  |  |  |
| Abstentions    | Abstentions                  | Abstentions    | 8 988  | 18,85  |  |  |  |
| Votants        | Votants                      | Votants        | 38 686 | 81,15  |  |  |  |
| Blancs et nuls | Blancs et nuls               | Blancs et nuls | 575    | 1,49   |  |  |  |
| Exprimés       | Exprimés                     | Exprimés       | 38 111 | 98,51  |  |  |  |

#### Troisième circonscription (Bonneville)
| Candidat       | Candidat             | Parti          | Premier tour | Premier tour | Second tour | Second tour |  |
| Candidat       | Candidat             | Parti          | Voix         | %            | Voix        | %           |  |
| -------------- | -------------------- | -------------- | ------------ | ------------ | ----------- | ----------- |  |
|                | Maurice Herzog élu   | UD-Ve          | 18 770       | 35,36        | 25 627      | 46,26       |  |
|                | Henri Briffod        | FGDS (SFIO)    | 12 042       | 22,69        | 23 039      | 41,59       |  |
|                | Roch Meynier sortant | CD (PDM)       | 11 990       | 22,59        | 6 735       | 12,16       |  |
|                | Robert Amoudruz      | PCF            | 8 184        | 15,42        | Retrait     | Retrait     |  |
|                | Émile Honoré         | Modérés        | 2 090        | 3,94         |             |             |  |
|                |                      |                |              |              |             |             |  |
| Inscrits       | Inscrits             | Inscrits       | 70 360       | 100,00       | 70 361      | 100,00      |  |
| Abstentions    | Abstentions          | Abstentions    | 16 485       | 23,43        | 14 375      | 20,43       |  |
| Votants        | Votants              | Votants        | 53 875       | 76,57        | 55 986      | 79,57       |  |
| Blancs et nuls | Blancs et nuls       | Blancs et nuls | 799          | 1,48         | 585         | 1,04        |  |
| Exprimés       | Exprimés             | Exprimés       | 53 076       | 98,52        | 55 401      | 98,96       |  |